# Паметник „Асеневци“
Паметникът „Асеневци“ (известен още като „Паметникът на Асеневци“, „Конниците“) е монументален паметник във Велико Търново, посветен на българските царе Асен, Петър, Калоян и Иван Асен II.

## Местоположение
Паметникът се намира в местността Боруна, в подножието на Света гора, на скалистия нос на един от завоите на река Янтра, създаващ усещането за естествен амфитеатър. В непосредствена близост до него са Държавната художествена галерия „Борис Денев“ и Стамболовият мост. Адресът е ул. „Александър Стамболийски“, Велико Търново.

## Построяване
Паметникът струва 6,4 млн. лв., дарени от българския народ, и е открит официално на 16 ноември 1985 г. за честването на 800-годишнината от въстанието на братята боляри Асен и Петър и освобождаването на България от византийско владичество. Тържественото откриване се превръща в събития от национален мащаб. С цялото си художествено въздействие паметника олицетворява жизнеността и историческото величие на Втората българска държава и нейните владетели.
Авторският колектив, с ръководител доцент Крум Дамянов, включва Иван Славов, Владимир Игнатов, арх. Георги Гечев и инженер Коста Цеков. Уникален случай в световната практика е, че строителството на паметника и цялостното оформление на околното пространство се извършва за една година, но за самото изработване на паметника са били необходими само два месеца.

## Композиция
Комплексът изобразява българските царе Асен, Петър, Калоян и Иван Асен II, при чието управление България достига един от върховите моменти в своето политическо, стопанско и културно развитие, а столицата Търновград е един от най-забележителните и могъщи градове в Европа. Царете от династията Асеневци дават името на монумента.
За всеки ездач е потърсено индивидуално изображение на фигурата, съобразно приноса към българската държава:
- Цар Петър, най-големият от братята, е показан с благославящ жест;
- Цар Асен – със своята воля, държащ дръзко юздата на коня и извадения меч;
- Цар Иван Асен ІІ – на върха на своята слава, с корона на главата и с копие, което пробожда пергамента на нарушения мирен договор;
- Цар Калоян, най-малкият от братята, излъчва висока култура и войнственост.

Четирите фигури на ездачи са поставени на гранитни постаменти на 7 м. височина, а общата височина на скулптурните композиции на паметника е 15 м. Теглото на всеки от конниците е между 9,5 и 11 т., изработени от бронз. Два от конниците са балансирани само на задните си крака и опашка. Това уникално техническо решение налага използването на специална японска стомана, която е монтирана и изпълнява ролята на пружина, а в бункера под земята има балансиращи тежести.
В средата на композицията е поставен с острието нагоре гигантски меч с височина 33 метра (по-точно 34,25 m с постамента), диаметър на острието 2 m, който символизира мощта и възхода на средновековна България в нейния устрем към вечността.
Под дръжката на меча е поставена изработената от гранит фигура на Орантата – небесната майка, която създава и пази живота.

## Галерия
- Конниците и Света гора
- Парк „Асеневци“
- Изглед към стария град
- Фрагмент
- Фрагмент
- Статуя на Орантата